# Fußballnationalmannschaft der Republik Kongo (U-17-Junioren)
Die U-17-Fußballnationalmannschaft der Republik Kongo ist eine Auswahlmannschaft kongolesischer Fußballspieler. Sie unterliegt der Fédération Congolaise de Football und repräsentiert sie international auf U-17-Ebene, etwa in Freundschaftsspielen gegen die Auswahlmannschaften anderer nationaler Verbände, bei U-17-Afrikameisterschaften und U-17-Weltmeisterschaften.
Das beste Ergebnis der Mannschaft bei Afrikameisterschaften war der dritte Platz 2011.
Bei Weltmeisterschaften schied sie 1985 und 1991 jeweils in der Vorrunde aus, bevor sie 2011 das Achtelfinale erreichte, das sie jedoch gegen Uruguay verlor.

## Teilnahme an U-17-Weltmeisterschaften
(Bis 1989 U-16-Weltmeisterschaft)
| 1985 | Vorrunde           |
| 1987 | nicht qualifiziert |
| 1989 | nicht qualifiziert |
| 1991 | Vorrunde           |
| 1993 | nicht qualifiziert |
| 1995 | nicht qualifiziert |
| 1997 | nicht qualifiziert |
| 1999 | nicht qualifiziert |
| 2001 | nicht qualifiziert |
| 2003 | nicht qualifiziert |
| 2005 | nicht qualifiziert |
| 2007 | nicht qualifiziert |
| 2009 | nicht qualifiziert |
| 2011 | Achtelfinale       |
| 2013 | nicht qualifiziert |
| 2015 | nicht qualifiziert |
| 2017 | nicht qualifiziert |
| 2019 | nicht qualifiziert |
| 2021 | –                  |
| 2023 | nicht qualifiziert |

## Teilnahme an U-17-Afrikameisterschaften
| 1995 | zurückgezogen      |
| 1997 | nicht qualifiziert |
| 1999 | zurückgezogen      |
| 2001 | zurückgezogen      |
| 2003 | nicht teilgenommen |
| 2005 | nicht qualifiziert |
| 2007 | nicht qualifiziert |
| 2009 | nicht teilgenommen |
| 2011 | 3. Platz           |
| 2013 | nicht qualifiziert |
| 2015 | nicht qualifiziert |
| 2017 | nicht qualifiziert |
| 2019 | nicht qualifiziert |
| 2021 | –                  |
| 2023 | Vorrunde           |